# Queensland Rail Citytrain network

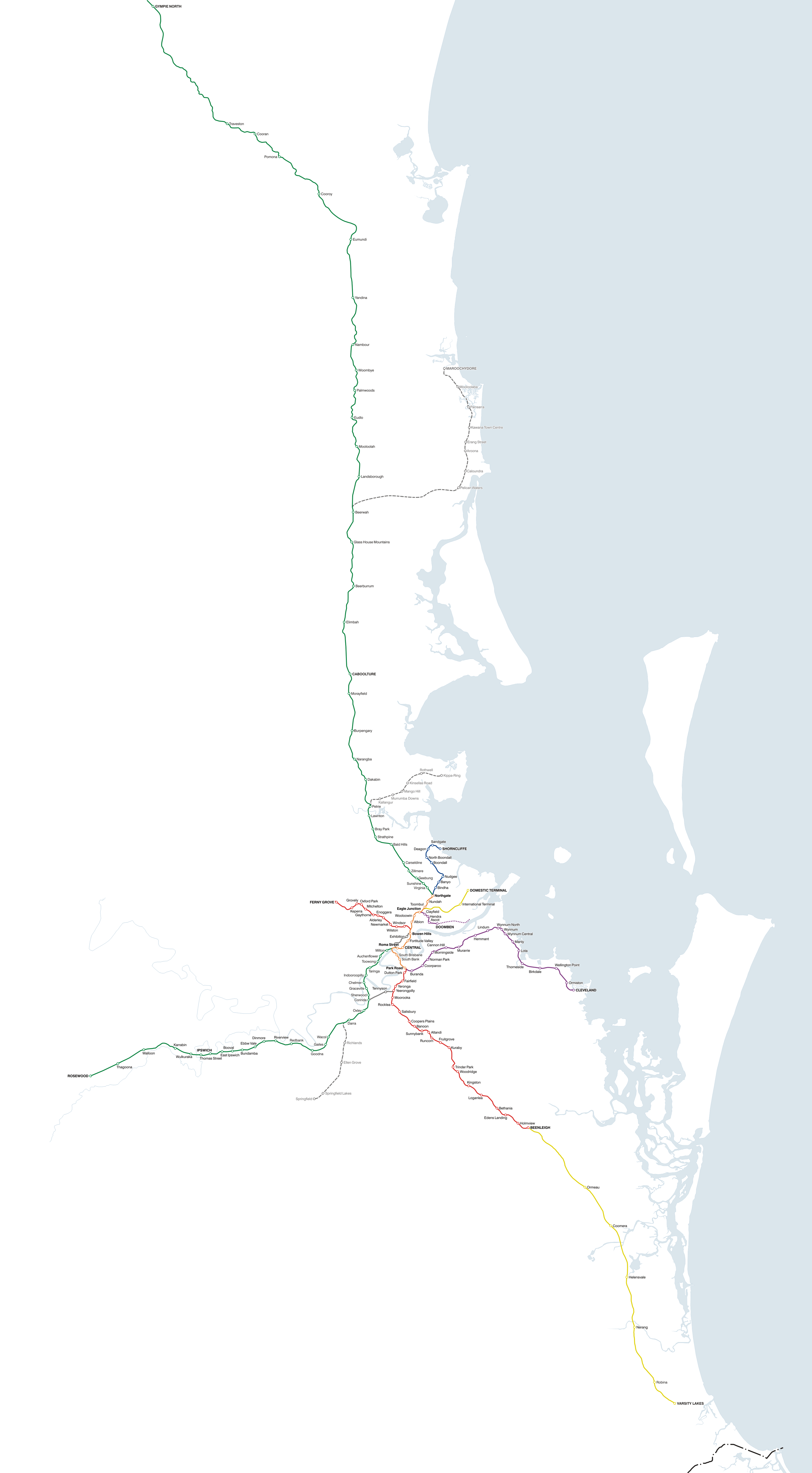
Mapa da rede em 2008, mostrando as linhas de Redcliffe Peninsula e Springfield ainda como em planejamento

A Queensland Rail City Network (anteriormente conhecida como Citytrain) é um sistema de trens urbanos e interurbanos operados pela Queensland Rail que servem o sudeste de Queensland, Austrália.

## Rede
A rede ferroviária é composta de dez linhas urbanas e duas linhas interurbanas. É centralizada na cidade de Brisbane, estendendo-se até Gympie (Norte), Varsity Lakes (Sul), Rosewood (Oeste) e Cleveland (Leste).
Em 2015/16, 52.44 milhões de viagens foram feitas no sistema.

### Serviços urbanos
Serviços que se conectam diversos locais na região metropolitana de Brisbane com o centro da cidade. Estes serviços geralmente param em todas as estações, porém também há serviços expresso nos horários de pico.

### Serviços interurbanos
Serviços expresso, que param apenas nas principais estações, ligando as cidades de Gold Coast, Sunshine Coast e Gympie com Brisbane. Os trens utilizados nestas linhas normalmente são específicos para viagens maiores, contando com assentos mais confortáveis, porta-bagagens e banheiros.

### Lista de linhas
| Linha              | Terminais                                                             | Estações              | Duração (min)           | Ref    |
| ------------------ | --------------------------------------------------------------------- | --------------------- | ----------------------- | ------ |
| Aeroporto          | Roma Street - Domestic Airport                                        | 9                     | 28                      | [ 3 ]  |
| Beenleigh          | Roma Street - Beenleigh                                               | 26                    | 63                      | [ 4 ]  |
| Caboolture         | Roma Street - Caboolture                                              | 12                    | 53                      | [ 5 ]  |
| Cleveland          | Roma Street - Cleveland                                               | 22                    | 60                      | [ 5 ]  |
| Doomben            | Roma Street - Doomben                                                 | 11                    | 27                      | [ 6 ]  |
| Ferny Grove        | Roma Street - Ferny Grove                                             | 15                    | 35                      | [ 7 ]  |
| Gold Coast         | Roma Street - Varsity Lakes                                           | 13                    | 80                      | [ 8 ]  |
| Ipswich/Rosewood   | Roma Street - Ipswich (com conexão para Rosewood)                     | 23 (Rosewood: +6)     | 56 (Rosewood: +21)      | [ 9 ]  |
| Redcliffe Penisula | Roma Street - Kippa-Ring                                              | 21                    | 57                      | [ 10 ] |
| Shorncliffe        | Roma Street - Shorncliffe                                             | 18                    | 41                      | [ 11 ] |
| Springfield        | Roma Street - Springfield Central                                     | 15                    | 39                      | [ 12 ] |
| Sunshine Coast     | Roma Street - Nambour (2 serviços por dia continuam até Gympie North) | 22 (Gympie North: +7) | 117 (Gympie North: +73) | [ 13 ] |

### Estações
A rede é composta por 152 estações, a maior parte delas com conexões com linhas de ônibus e estacionamento gratuito (do tipo park'n ride).

## Galeria

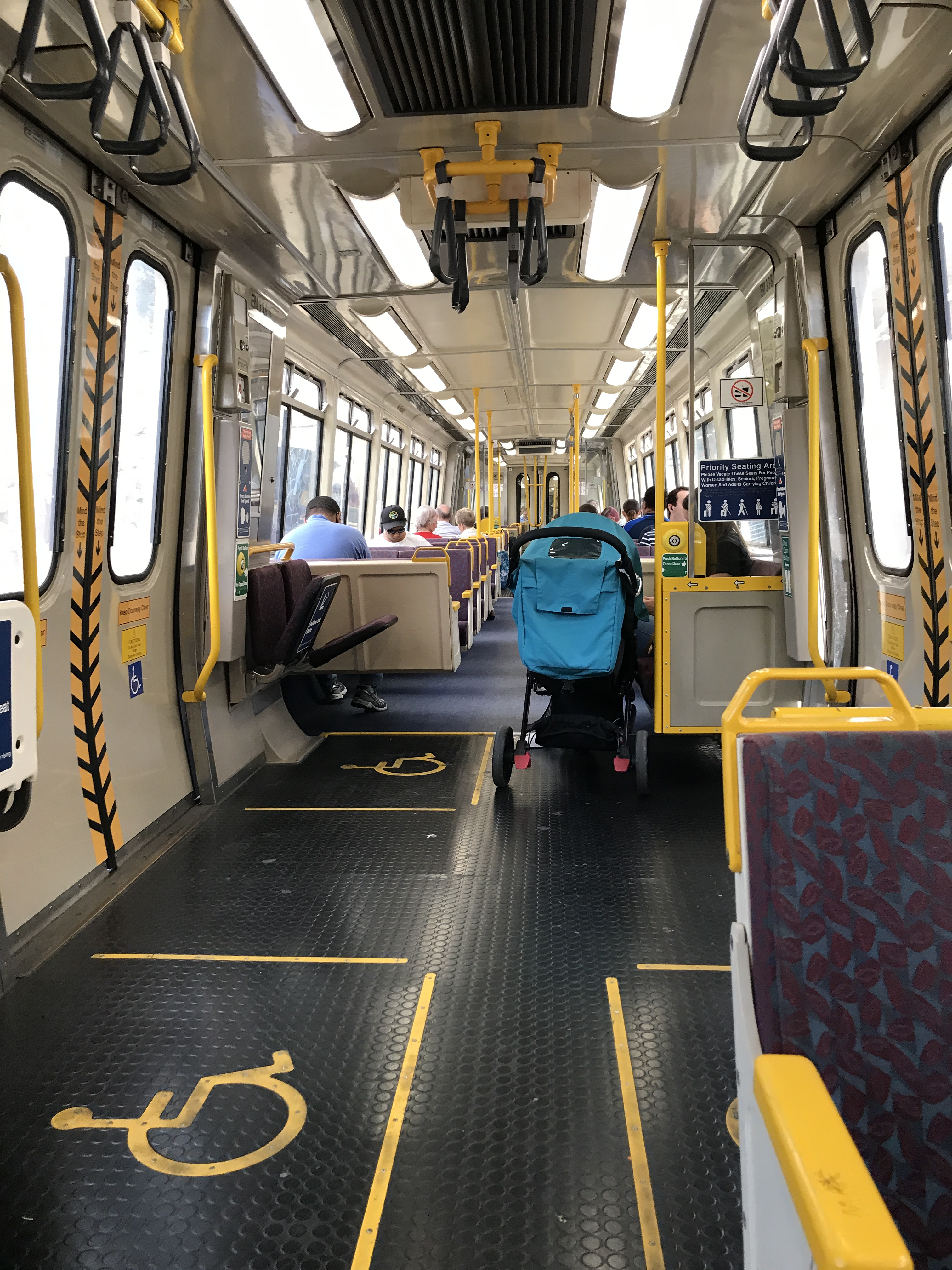
Interior de uma composição
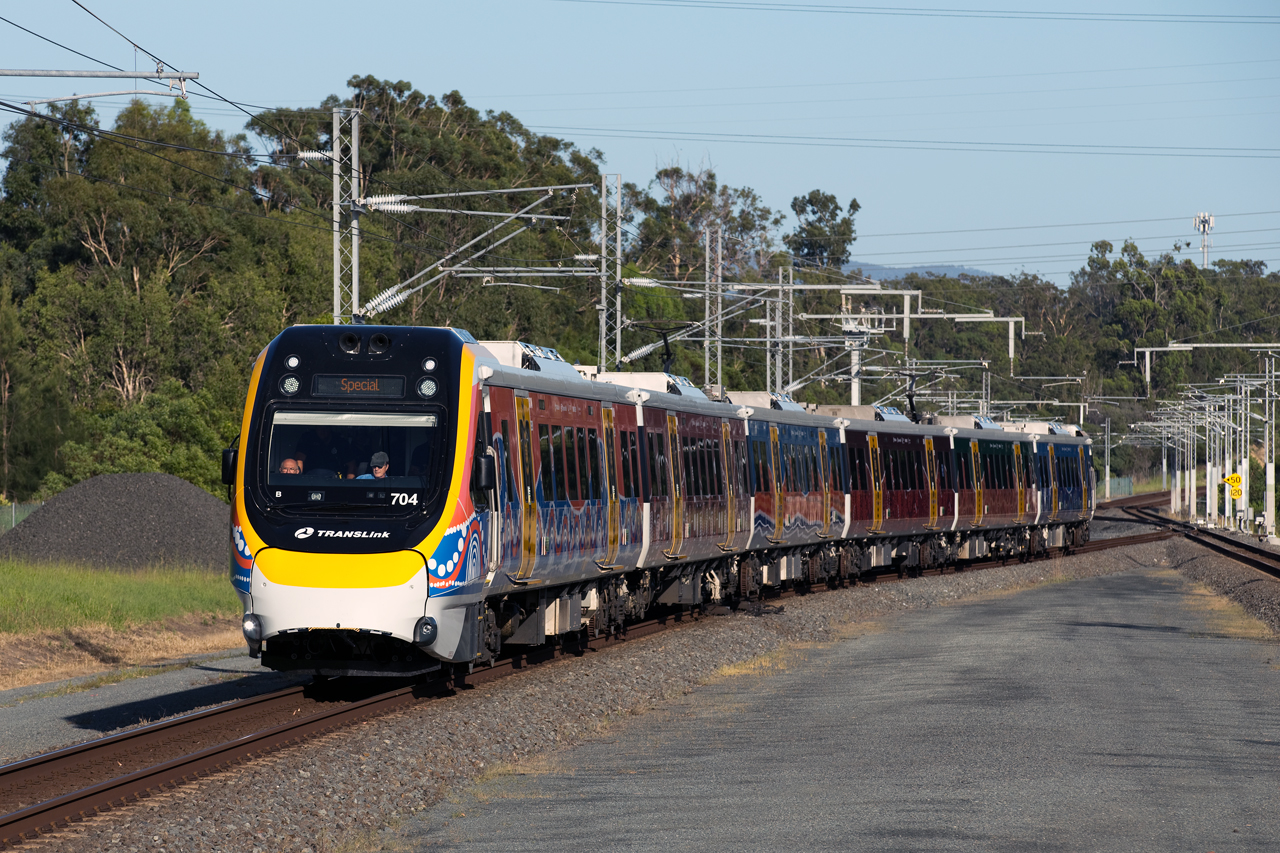
700 Series EMU em 2017
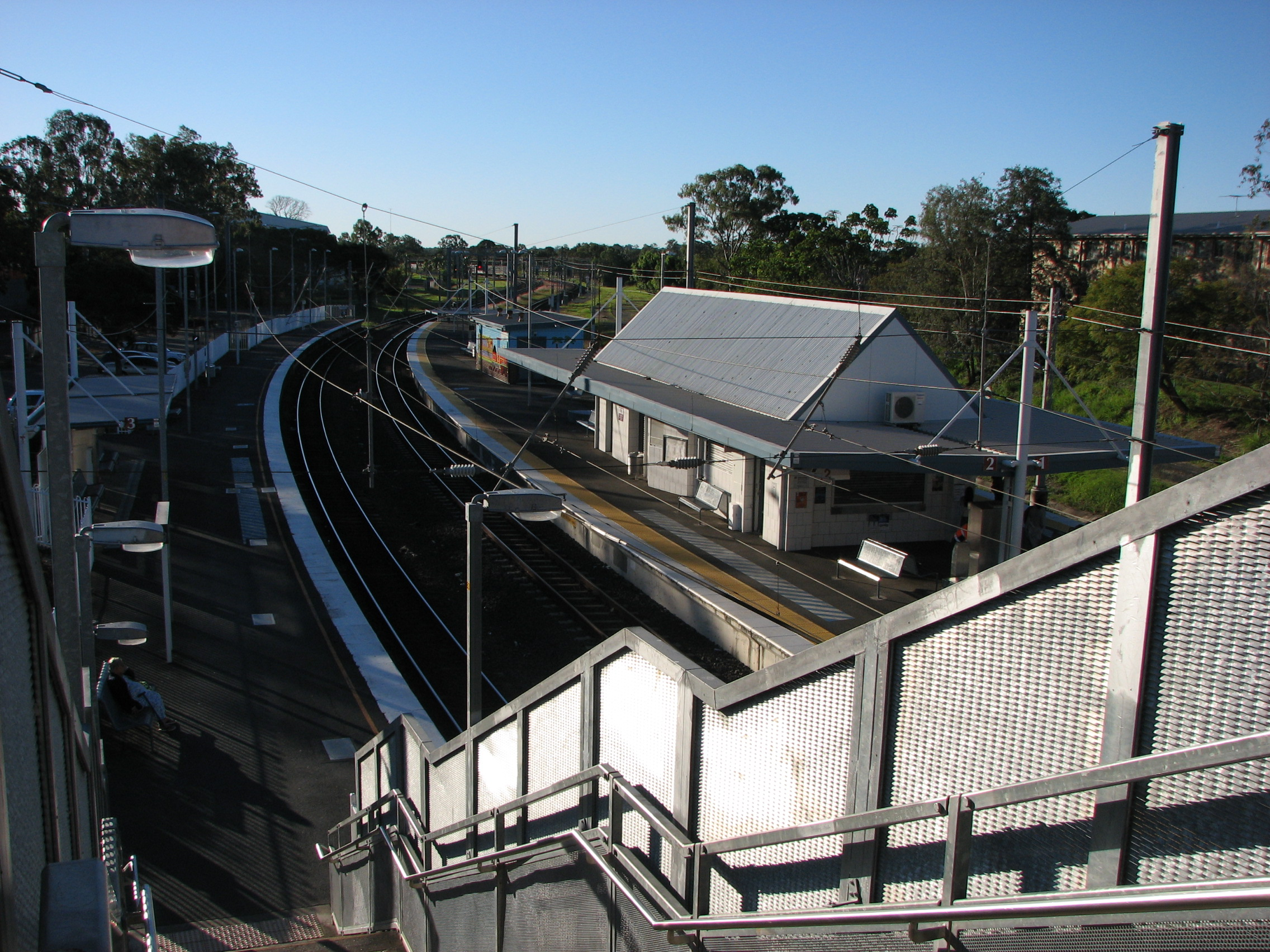
Estação Zilmere
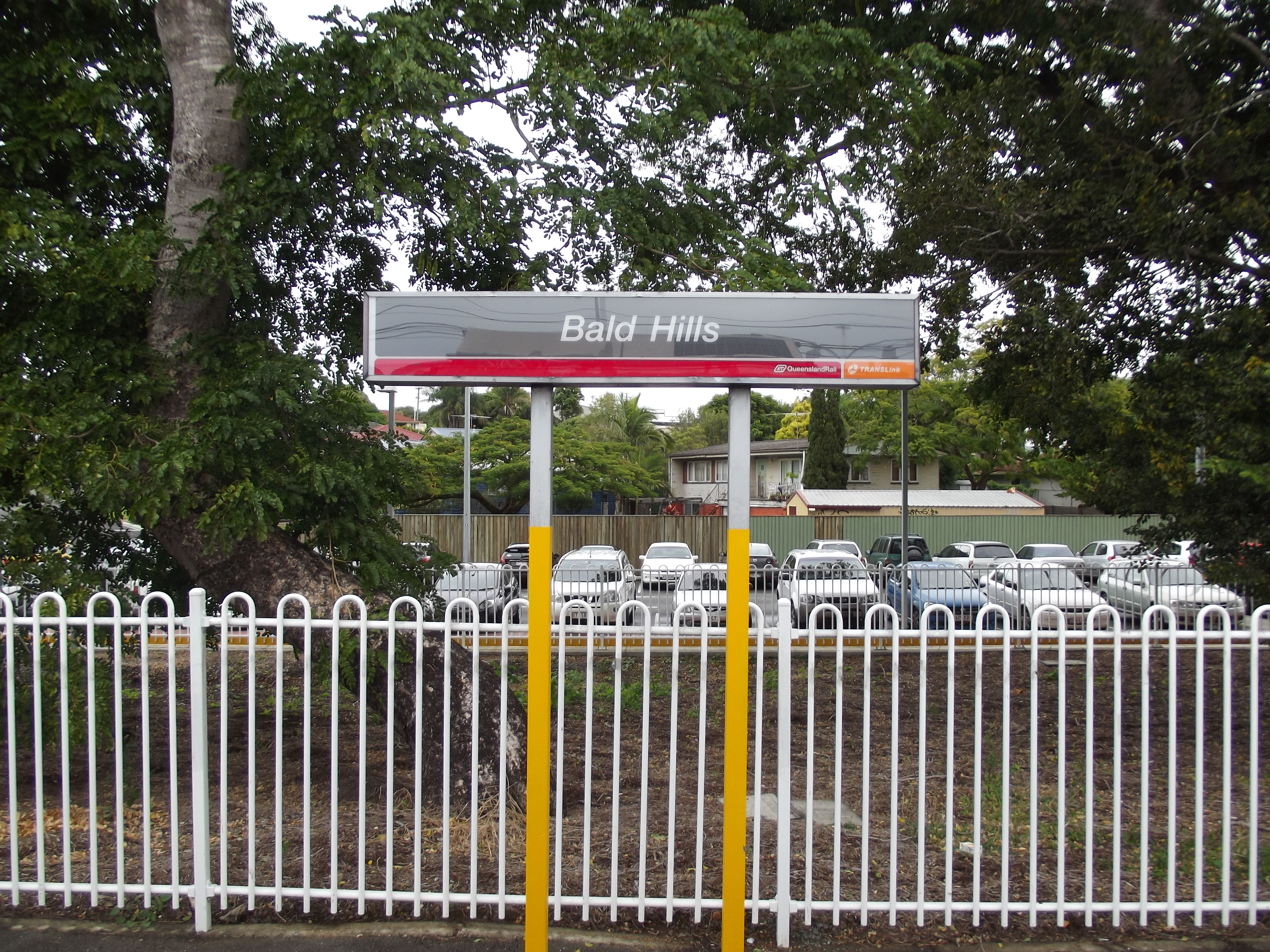
Placa na estação Bald Hills
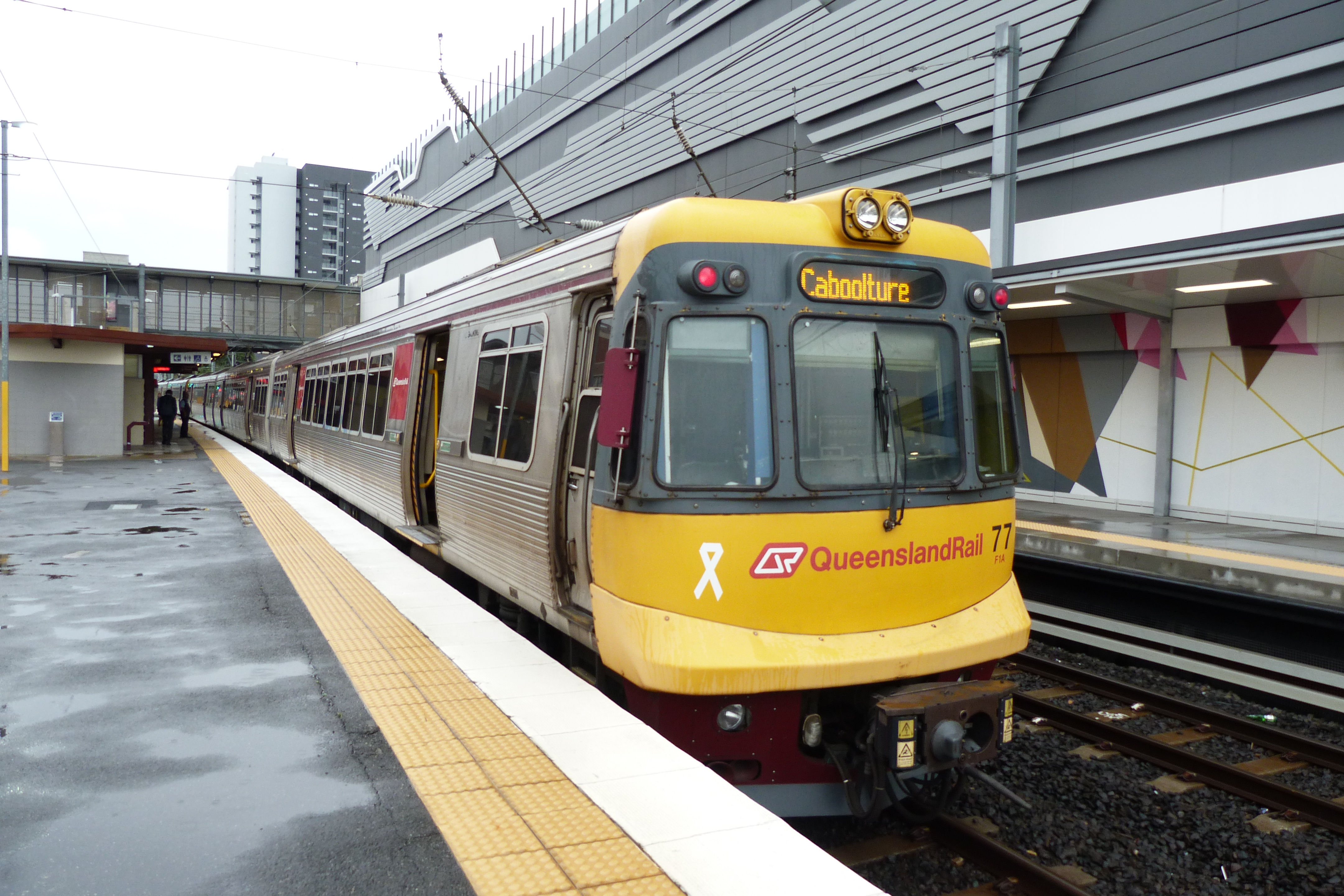
Trem na estação Milton